# فرشید موسوی
فرشیده موسوی معمار بریتانیایی ایرانی‌تبار، بنیانگذار دفتر معماری فرشیده موسوی (FMA) و استاد تحصیلات تکمیلی دانشکده طراحی دانشگاه هاروارد و از بنیانگذاران و مدیران دفتر معماران خارجی (FOA) که در ژوئن ۲۰۱۱ منحل شد، است.

## زندگی
وی تا سیزده سالگی در شهر (شیراز) بوده‌است و سپس برای ادامه تحصیل به انگلستان می‌رود. وی دانش‌آموخته دانشگاه کینگز لندن، دانشگاه داندی و دانشکده معماری کالج دانشگاهی لندن (UCL-Bartlett) می‌باشد. فرشیده موسوی به مدت ۸ سال در اتحادیه معماری لندن مشغول به تدریس بود و در این مدت ریاست مؤسسه معماری فرهنگستان هنرهای زیبا در وین را نیز بر عهده داشت. علاوه بر سرپرستی این فرهنگستان فرشیده موسوی بین سال‌های ۲۰۰۲ تا ۲۰۰۵ در این مؤسسه به تدریس نیز مشغول بود.
وی به همراه همسرش الخاندرو زائراپولو شرکت معروف معماری Foreign Office Architects را در سال ۱۹۹۵ میلادی بنیان نهاد. وی در سال ۲۰۱۱ پس از جدایی از همسرش، بنیاد FMA را راه اندازی نمود. فرشیده موسوی همچنین از داوران جایزه معماری آقاخان است.

## قبل از شروع حرفهٔ خود
موسوی در سال ۱۹۶۵ در ایران در شهر شیراز متولد شد و در سال ۱۹۷۹ به لندن مهاجرت کرد. او در رشته معماری در دانشکده معماری دانشگاه داندی، مدرسه بارتلت معماری، دانشگاه کالج لندن آموزش دیده و با مدرک کارشناسی ارشد در معماری از دانشکده تحصیلات تکمیلی طراحی دانشگاه هاروارد فارغ‌التحصیل شد. پس از آمریکا به هلند رفت و نزد رم کولهاس معمار هلندی به فعالیت پرداخت.
موسوی در ابتدا با بنیان نهادن FOA در سال ۱۹۹۵ به شهرت رسید. پیش از این، او در کارگاه ساختمانی رنزو پیانو و دفتر معماری متروپولیتن (OMA) قبل از حرکت به لندن برای تدریس در انجمن معماری و شروع به کار خود او، دفتر معماران خارجی (FOA) کار کرده بود. در FOA، موسوی با طراحی برای جایزه یوکوهاما فری ترمینال بین‌المللی فری در ژاپن (که موضوع یک مسابقه بین‌المللی طراحی در سال ۱۹۹۵ بود) و یکی از اعضای تیم معماران متحده که فینالیست در رقابت بی نظیر بودند، بود. او همچنین طیف گسترده‌ای از پروژه‌های بین‌المللی از جمله جان لوییس پیچیده در لستر، انگلستان و خرده فروشی میدان پیچیده در استانبول، ترکیه به پایان رساند.

## بعد از شروع حرفه خود
در ژوئن ۲۰۱۱، موسوی افتتاح کار جدید خود، معماری فرشیده موسوی (FMA)، مستقر در لندن را اعلام کرد. در اکتبر ۲۰۱۲، اولین موزه FMA، اولین ساختمان در آمریکا و موزه هنرهای معاصر کلیولند، به روی عموم مردم گشوده شد. در اوت ۲۰۱۲، آن با عنوان «معماری و احساسات» برجسته در نسخه سیزدهم از معماری دوسالانه ونیز در ایتالیا نصب و راه اندازی شد. «معماری فرشیده موسوی» همچنین فروشگاه مورد علاقه ویکتوریا بکهام در لندن که در سپتامبر ۲۰۱۴ افتتاح شد را طراحی کرد.
او در حال حاضر، در تعدادی از پروژه‌های بین‌المللی از جمله مجتمع‌های مسکونی در منطقه مونپلیه و ناحیه لا دفنس در پاریس، فرانسه و همچنین یک برج اداری در لندن، انگلستان کار می‌کند. کار آخر او مسابقه موزه و مرکز آموزشی موزه پلی تکنیک از و دانشگاه لومونوسوف دولتی مسکو و برنده مشترک از مسابقه‌های بین‌المللی برای مرکز جدید از کمیته بین‌المللی المپیک (IOC) در لوزان بود. او مسئول استادان داور جشنوارهٔ جایزه آقاخان در سال ۲۰۰۴ و یکی از اعضای کمیتهٔ راهبردی جوایز در سال‌های ۲۰۰۵ تا ۲۰۱۵ بود.
او همچنین یکی از محقق‌های خارجی دانشکدهٔ سلطنتی هنر لندن در سال‌های ۲۰۱۰ تا ۲۰۱۳ و در دانشکدهٔ هنر معماری و طراحی سر جان کس در سال‌های ۲۰۱۴ تا ۲۰۱۶ بود و یک مقاله‌نویس برای بررسی معماری شده‌است. او در حال حاضر، یک تحقیق کنندهٔ خارجی برای انجمن معماری لندن و همچنین عضو هییت علمی دانشگاه معماری لندن است. او همچنین از امانت داران گالری وایت چپل و بنیاد معماری در لندن است. نقشی که از سال ۲۰۰۹ عهده‌دار آن است.

## پژوهش‌ها
در کنار فعالیت ملی حرفه ایی، موسوی مدت زمان زیادی را به تحقیق در مورد جنبهٔ علمی و عملی معماری پرداخته ‌است. از سال ۲۰۰۵ او یک استاد عملی در تحصیلات تکمیلی مدرسه طراحی فارغ التحصیلان دانشگاه هاروارد بود. پیش از آن، موسوی در انجمن معماری لندن به مدت ۸ (۱۹۹۳–۲۰۰۰) سال تدریس می‌کرد و متعاقبا به عنوان رئیس آکادمی هنرهای زیبای منصوب شد (۲۰۰۲–۲۰۰۵). او یک استاد مدعو معماری در مؤسسه برلج در روتردام، مؤسسه معماری سن-لوکاس هوگر در جنت و در ایالات متحده آمریکا، در دانشگاه UCLA، دانشگاه کلمبیا و دانشگاه پرینستون است.
تحقیقات موسوی از پیش از دههٔ ۹۰، یعنی زمانی که در جامعهٔ معماری بوده شروع شده و هدف آن شناسایی ابزارهایی است که اجازه می‌دهد طرح معماری خلاقانه و باهوش و ذکاوت در فرم‌های ساخته شده قرار بگیرد، به جای آنکه مدل‌های تییوری را از زمینه‌های دیگر وارد کنند. موسوی بر روی جنبهٔ خاص معماری متمرکز شده‌است، بررسی پتانسیل خطوط دیاگرام، فناوری اطلاعات، منظرهٔ طبیعی، پیکرنگاری، فناوری ساخت و ساز جدید، پوشش قامه و موزاییک کاری به عنوان ابزار است که می‌تواند مورد استفاده برای توسعه مدل‌های نظری جایگزین برای تمرین معماری شوند.
از سال ۲۰۰۴ تحقیقات موسوی عمدتاً در مورد چگونه معماری شامل تجمع ذهنی ماده، متمرکز شده‌است، ارائه هر فرم ساخته شده با تأثیر و احساس ماندگاری که می‌گذارد. کار او زیبایی‌شناسی می‌باشد که تحت تأثیر تعدادی از فیلسوفان، به ویژه اسپینوزا، ژیل دلوز و فلیکس گتاری می‌باشد. به دنبال کار ژیل دلوز در تأثیرات، او پیشنهاد می‌کند که اشکال ساخته شده با بازی احساسات نقش مهمی در تجربیات روزمره افراد و فرهنگ‌ها دارد که از آن‌ها توسعه یافته‌اند. مانند نیروهای فعال، آن‌ها بر الگوهای تفکر و رفتار تأثیر می‌گذارد. موسوی معتقد است به منظور تکامل فرهنگ، معماران نیاز به تولید رمان‌های احساسی هستند. این چیزی نیست که اشکال ساخته شده نشان می‌دهد، اما تأثیرات آن‌ها است که معماری یک رفتار حساس فرهنگی را می‌سازد.

## گزیدهٔ پروژه‌ها

### دفتر معماری فرشیده موسوی
- فروشگاه ویکتوریا بکام، هنگ کنگ، چین (۲۰۱۶)
- فروشگاه فلگشیپ ویکتوریا بکام، لندن، انگلستان (۲۰۱۴)

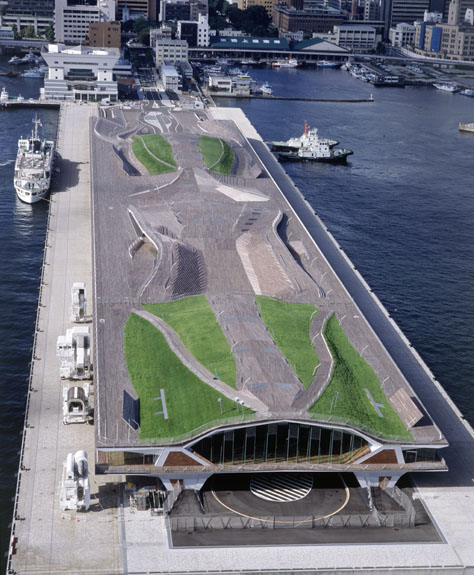
اسکلهٔ Osanbashi Pier در یوکوهاما در ژاپن

- مجتمع اداری پلاک ۱۳۰ خیابان فنچورچ، لندن، انگلستان (-۲۰۱۳)
- مجتمع مسکونی له جاردان دو لا لیروند، مون‌پلیه، فرانسه (-۲۰۱۳)
- موزه هنرهای معاصر، کلیولند، اوهایو (۲۰۱۲)
- مجتمع مسکونی لا دیفانس، پاریس (۲۰۱۱)
- اینستالیشن برای زمینه‌های مشترک در سیزدهمین دوسالانه معماری ونیز (۲۰۱۲)

### دفتر معماران خارجی
- ترمینال مسافربری بین‌المللی اوسانباشی یوکوهاما، ژاپن (۱۹۹۵–۲۰۰۲)
- هتل بلومون، خرونینگن، هلند (۱۹۹۹–۲۰۰۰)
- مرکز فرماندهی پلیس، لا وییاخویوسا (۲۰۰۰–۲۰۰۳)
- پارک ساحلی با سالن نمایش در فضای باز، بارسلون (۲۰۰۰–۲۰۰۴)
- دفتر مرکزی ناشران دولنیوک، پاجو (۲۰۰۰–۲۰۰۵)
- تئاتر شهر، توره‌ویه‌خا (۲۰۰۰–۲۰۰۶)
- فروشگاه بزرگ جان لوییس و مجتمع سینمایی و پل‌های عابر پیاده، لستر (۲۰۰۰–۲۰۰۸)
- غرفه بریتانیا در دوسالانه بین‌المللی معماری، ونیز (۲۰۰۲)
- طرح جامع المپیک ۲۰۱۲ و بازسازی پایین دره لی، لندن (۲۰۰۳)
- مرکز انتقال فناوری لاریویا، لوگرونو (۲۰۰۳–۲۰۰۷)
- مجتمع اداری ترینیتی EC3، لندن (۲۰۰۳)
- غرفه اسپانیا در نمایشگاه بین‌المللی سال ۲۰۰۵، آیچی (۲۰۰۴–۲۰۰۵)
- مسکن اجتماعی درکرابانچل، مادرید (۲۰۰۴–۲۰۰۷)
- ویلا در پدرالبس، بارسلون (۲۰۰۴–۲۰۰۸)
- مجتمع اداری D-38، بارسلون (۲۰۰۴–۲۰۱۰)
- مجتمع خرده فروشی و مالتی‌پلکس میدان، استانبول (۲۰۰۵–۲۰۰۷)
- کالج ریونزبورن در شبه جزیره گرینویچ، لندن (۲۰۰۵–۲۰۱۰)
- مرکز تجارت جهانی، بوسان (۲۰۰۶)
- برجهای مسکونی مرکزی KL، کوالالامپور (۲۰۰۶)
- مجتمع چندمنظوره بخش سونستون، شفیلد (۲۰۰۷)
- ایستگاه ایوستن، لندن (-۲۰۰۸)
- طرح توسعه چندمنظوره مرکز خرده فروشی وست کوای دوم، ساوتهمپتون (۲۰۰۸)
- ایستگاه نیو استریت، بیرمنگام (۲۰۰۸)

## گزیدهٔ جوایز
- دریافت نشان عالی افسری امپراتوری بریتانیا از پرنس چارلز در کاخ باکینگهام (۲۰۱۸)
- جایزه معماری انریک میرالیس (۲۰۰۳)
- جایزه معماری کاناگاوا در ژاپن (۲۰۰۳)
- جایزه بین‌المللی ریبا (۲۰۰۴)
- جایزه شیر برای نقشه‌برداری در نهمین معماری دوسالانه ونیز (۲۰۰۴)
- جایزه معماری جنکز چارلز (۲۰۰۵)
- جایزه بین‌المللی ریبا (۲۰۰۵)
- جایزه بین‌المللی ریبا (۲۰۰۶)
- جایزه اروپایی ریبا (۲۰۰۸)
- جایزه کسب و کار برای محیط زیست اروپا (۲۰۰۸)
- جایزه مؤسسه زمین‌های شهری برای تعالی (۲۰۰۸)
- جایزه ریبا (۲۰۰۹)
- جایزه اعتماد مدنی (۲۰۱۰)
- شورای بین‌المللی مراکز خرید جایزه (۲۰۱۰)
- جایزه معماری بین‌المللی (۲۰۱۰)
- جایزه ریبا برای مدرسه راونس بورن (۲۰۱۱)
- دریافت جایزه چارلز نیکس در سال ۲۰۰۵
- دریافت جایزه نقشه‌کشی معماری برای پارک نوارتیس و پارکینگ بزرگ بازل در مراسم سالانه ونیز در سال ۲۰۰۴
- برنده طرح سینما آزادی تهران

## نگارخانه

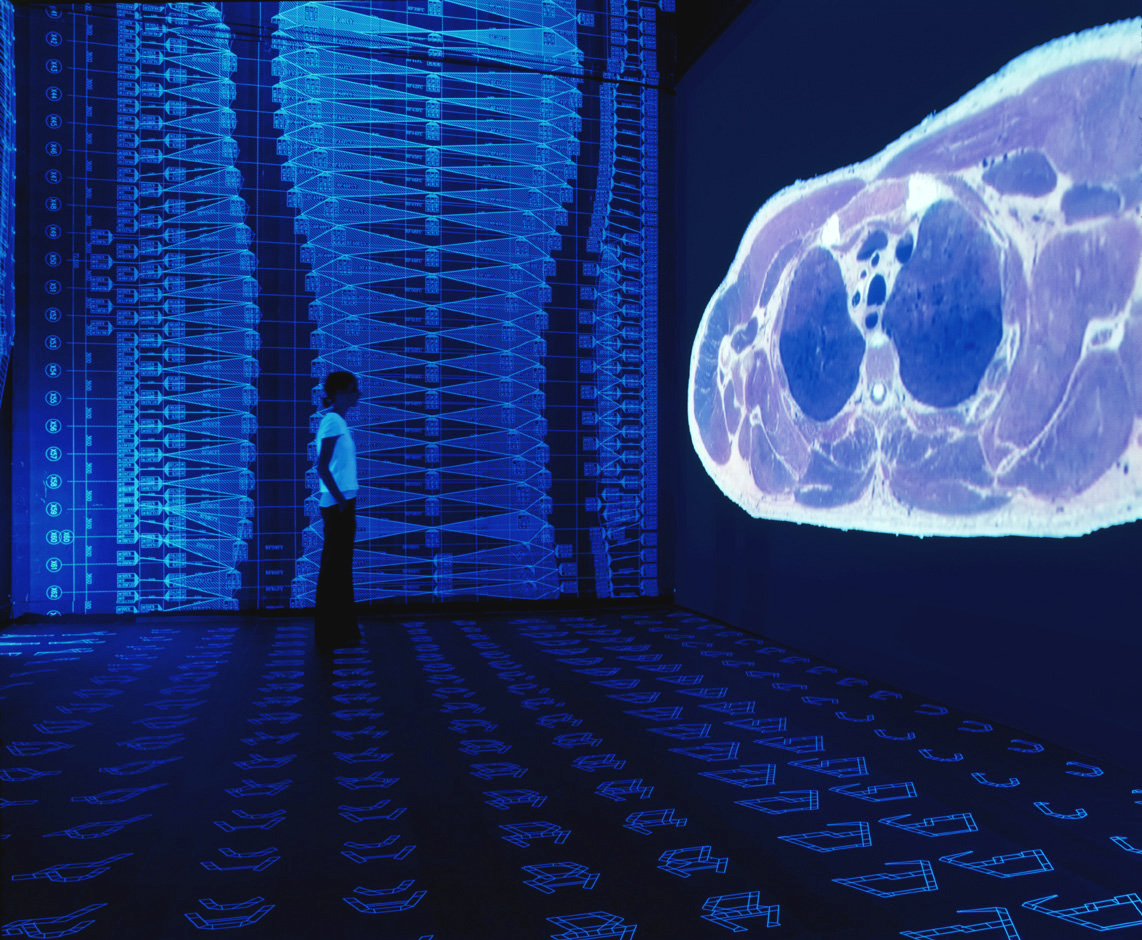
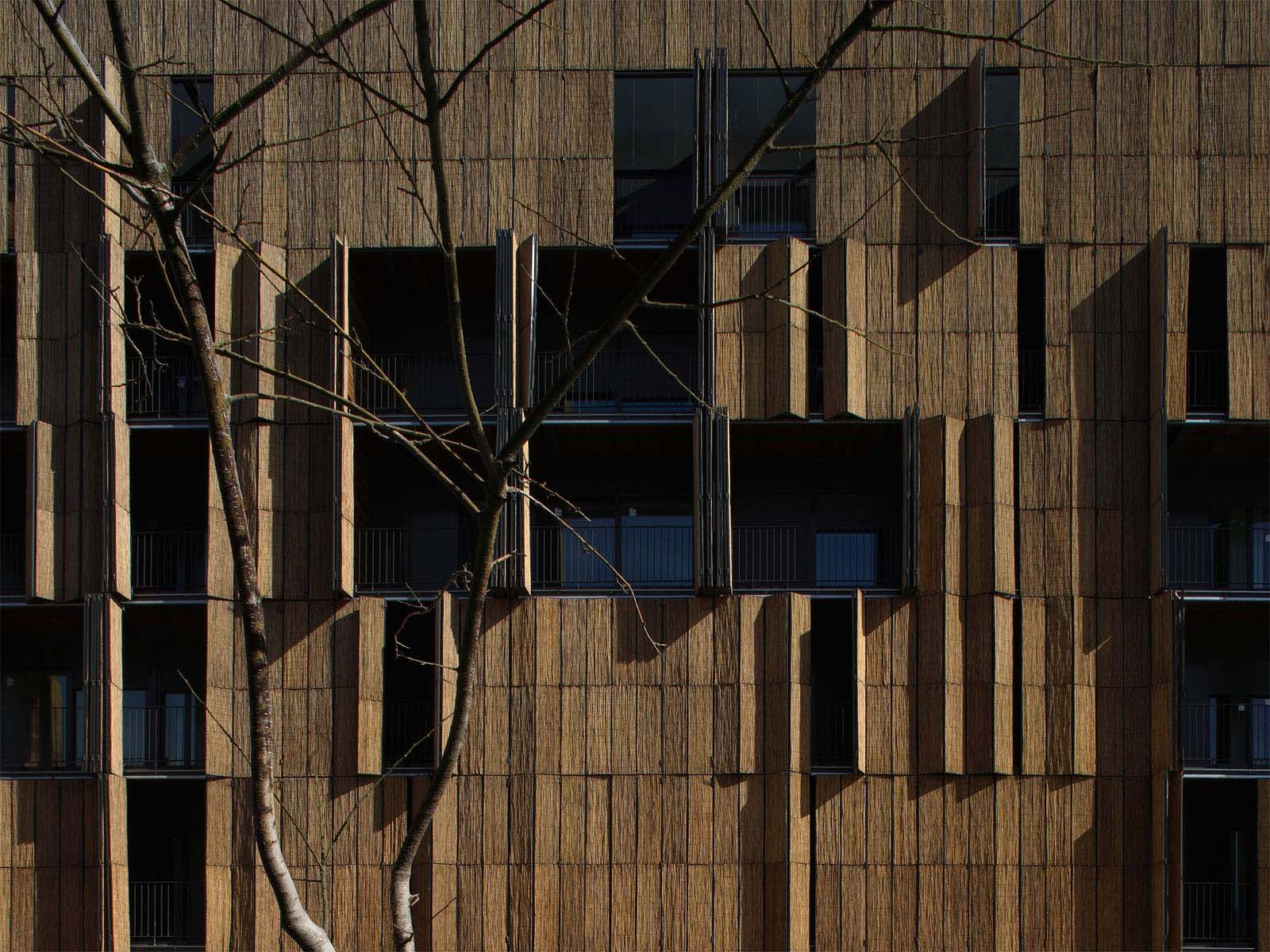